# Erannis ligustriaria
Erannis ligustriaria är en fjärilsart som beskrevs av Lang 1789. Erannis ligustriaria ingår i släktet Erannis och familjen mätare. Inga underarter finns listade i Catalogue of Life.